# David Hillier
David Hillier (* 19. Dezember 1969 in Blackheath, London) ist ein ehemaliger englischer Fußballspieler. Der emsige Mittelfeldspieler kam über die Nachwuchsabteilung des FC Arsenal und als Kapitän der Siegermannschaft 1988 im FA Youth Cup zum Ende der 1980er-Jahre in die Profielf. Er gewann dort 1991 die englische Meisterschaft, verpasste dann aber zu Beginn des folgenden Jahrzehnts verletzungsbedingt gleich drei bedeutende Pokalendspiele. bevor er im November 1996 im Rahmen weitgehender Kaderumstrukutierungen den Klub in Richtung des Zweitligisten FC Portsmouth verließ und fortan nur noch bei unterklassigen Klubs agierte.

## Sportlicher Werdegang

### FC Arsenal (1988–1996)
Nachdem Hillier seit Mitte der 1980er-Jahre die Nachwuchsabteilungen des FC Arsenal durchlaufen hatte, unterzeichnete er im Februar 1988 seinen ersten Profivertrag. Im selben Jahr führte er die Jugendmannschaft als Kapitän zum Sieg im FA Youth Cup – die Doncaster Rovers wurden dabei im Finale mit 6:1 Toren nach Hin- und Rückspiel geschlagen. Im Seniorenbereich erprobte er sich während der beiden folgenden Spielzeiten 1988/89 und 1989/90 zunächst in der Reservemannschaft und gewann 1990 dort die Meisterschaft in der Football Combination. Seine ersten Spiele in der A-Mannschaft absolvierte er schließlich in der Meistersaison 1990/91, als er nach zwei ersten Ligaeinsätzen per Einwechslung – sein Debüt erfolgte am 29. September 1990 gegen Leeds United (2:2) – direkt nach der Jahreswende häufiger zum Zuge kam und am 3. März 1991 beim 1:0-Sieg gegen den FC Liverpool erstmals in einem Meisterschaftsspiel in der Startelf stand. Am Ende hatte er insgesamt 16 Ligapartien zum Erfolg beigesteuert und obwohl nur neun von Beginn waren, hatte er sich damit für eine offizielle Meistermedaille qualifiziert.
In den anschließenden zwei Jahren etablierte sich Hillier in der Stammformation des FC Arsenal. Als zweikampfstarker und ausdauernder Mittelfeldspieler glich er so manches technisches Defizit aus und absolvierte in der Saison 1992/93 gleich 43 Pflichtspiele. Unglücklicherweise zählten zu diesen nicht die beiden Finalbegegnungen in den heimischen Lokalwettbewerben, die die „Gunners“ ohne ihn jeweils siegreich gestalteten. Ein ähnliches Schicksal ereilte ihn in der folgenden Saison 1993/94, in der der FC Arsenal das Endspiel im Europapokal der Pokalsieger erreichte und Hillier während des 1:0-Siegs gegen den AC Parma nur zuschauen durfte. Den Stammplatz hatte er mittlerweile wieder abgegeben müssen, vor allem nachdem Stefan Schwarz auf seiner Position verpflichtet worden und zudem Ray Parlour der sportliche Durchbruch gelungen war. Dennoch kam Hillier in der Spielzeit 1994/95 doch noch zu seinem Finalauftritt, wobei die Titelverteidigung im Europapokal der Pokalsieger aufgrund einer 1:2-Niederlage gegen Real Saragossa (1:2) letztlich misslang. Nachdem mit David Platt und Dennis Bergkamp dann weitere hochkarätige Spieler zum Verein gestoßen waren, reduzierte ihn Trainer Bruce Rioch immer mehr zu einer Randfigur in seinem Kader. Nicht hilfreich waren dabei für Hillier einige Undiszipliniertheiten gewesen, wie die Tatsache, dass er nach einem Bluttest im März 1995 auf dem Trainingsgelände des FC Arsenal des Cannabiskonsums bezichtigt wurde. Als Arsène Wenger im Herbst 1996 die Trainernachfolge beim FC Arsenal antrat, spielte Hillier in dessen Plänen keine Rolle mehr und so wechselte er, nachdem er bereits unter Rioch auf der Transferliste gestanden hatte, im November 1996 für 250.000 Pfund zum Zweitligisten FC Portsmouth.

### FC Portsmouth (1996–1999)
Bei „Pompey“ verstärkte Hillier das Mittelfeld mit seinen Qualitäten als Balleroberer und Passgeber sofort und verhalf dem Team dabei, in der Tabelle merklich nach oben zu rutschen. Dazu erzielte er bis zum Ende der Restsaison 1996/97 drei Pflichtspieltore und übertraf damit die zwei Treffer, die er zuvor in den ganzen Jahren für Arsenal gesamthaft erzielt hatte. Durchwachsen verlief hingegen für Hillier der Beginn der anschließenden Saison 1997/98, bis er nach dem Trainerwechsel hin zu Alan Ball wieder zu seiner Vorjahresform fand und mit einem besonders spektakulären Weitschusstor gegen West Bromwich Albion eine Privatwette gegen den Ex-Arsenal-Kollegen und nun WBA-Torhüter Alan Miller gewann. Zu Beginn der Spielzeit 1998/99 half Hillier zeitweise auf der Innenverteidigerposition aus. Als sich dann aber die finanziellen Probleme im Verein verdichteten, entschloss sich der FC Portsmouth zu weitgehenden Reduzierungen im Spielerkader, woraufhin wiederum Hillier im Februar 1999 für 15.000 Pfund zum Drittligisten Bristol Rovers wechselte.

### Letzte Karrierestationen (1999–2003)
Hillier war einer von drei ehemaligen Portsmouth-Akteuren in Reihen der Bristol Rovers und im letztlich erfolgreichen Kampf um den Klassenerhalt brachte er inmitten einer jungen Mannschaft die notwendige Stabilität. Die positive Entwicklung setzte sich in der Spielzeit 1999/2000 fort und wenngleich er zur Jahreswende mit Verletzungen zu kämpfen hatte, ersetzte er vor allem den zum Spielertrainer beförderten Ian Holloway im zentralen Mittelfeld gut. Am Ende verpasste der Klub nur knapp die Play-off-Runde zum Aufstieg in die zweite Liga, wobei auch Hillier mit nicht einem einzigen Ligatreffer in Bezug auf die Torgefährlichkeit hinter den Erwartungen zurückblieb. Weitaus schwerwiegender waren aber seine Knieprobleme in der Schlussphase der Saison und im Sommer 2000 musste er sich diesbezüglich einer Operation unterziehen. Dazu kam später ein Zehenbruch und insgesamt kam Hillier für die Bristol Rovers in der Saison 2000/01, die am Ende sogar mit dem Abstieg in die Viertklassigkeit endete, nur zu vier Ligaspielen. In seiner letzten Spielzeit 2001/02 für den Verein absolvierte er noch einmal 27 Ligapartien für den Verein, zeigte alte Stärken bei Eck- und Freistößen und wurde dann im Sommer 2002 aus dem auslaufenden Vertrag entlassen.
Nach einem weiteren Jahr für den FC Barnet in der fünftklassigen Conference National trat er 2003 als aktiver Spieler zurück. Hillier ergriff später in der Gegend von Bristol im vierten Anlauf den Beruf des Feuerwehrmanns, nachdem er dreimal am Bewerbungsgespräch gescheitert war. Hillier führte dies darauf zurück, dass er als Fußballer in einer geschützten Umgebung gelebt und daher keine Erfahrung mit Bewerbungsgesprächen gehabt hätte. Hillier übernahm auch bei kleineren Klubs – wie den Oldland Abbotonians und im Jahr 2010 Almondsbury UWE – Cheftrainertätigkeiten und ist als Co-Kommentator beim vereinseigenen Sender des FC Arsenal tätig.

## Titel/Auszeichnungen
- Englische Meisterschaft (1): 1991
- FA Youth Cup (1): 1988